# Phlugiola arborea
Phlugiola arborea är en insektsart som beskrevs av Nickle 2002. Phlugiola arborea ingår i släktet Phlugiola och familjen vårtbitare. Inga underarter finns listade i Catalogue of Life.